# Nieznajoma (film 2006)
Nieznajoma (wł. La sconosciuta) – włosko-francuski thriller z 2006 roku, będący ósmym filmem fabularnym w reżyserskim dorobku Giuseppe Tornatore.
14 czerwca 2007 roku podczas 52. ceremonii wręczenia nagród David di Donatello film zdobył statuetkę David di Donatello w pięciu kategoriach (Najlepszy film, Najlepsza aktorka, Najlepsze zdjęcia, Najlepszy reżyser, Najlepsza muzyka) oraz nominację do tej nagrody w 7 kategoriach.

## Fabuła
Akcja filmu rozgrywa się we Włoszech. Irena (Ksienija Rappoport) jest młodą Ukrainką, byłą prostytutką. Po odszukaniu bogatej rodziny z adoptowanym dzieckiem, postanawia zdobyć w tym domu pracę jako gosposia i niania. Irena jest cały czas przekonana, że to dziecko jest jej córką, którą kiedyś odebrano jej po porodzie. Sytuacja komplikuje się dodatkowo, gdy do jej życia powracają osoby z traumatycznej przeszłości.

## Obsada
- Ksienija Rappoport jako Irena
- Michele Placido jako Muffa
- Claudia Gerini jako Valeria Adacher
- Piera Degli Esposti jako Gina
- Alessandro Haber jako Matteo
- Clara Dossena jako Thea Adacher
- Ángela Molina jako Lucrezia
- Margherita Buy jako adwokat Ireny
- Pierfrancesco Favino jako Donato Adacher
- Paolo Elmo as Nello
- Nicola Di Pinto jako sędzia

## Produkcja
Zdjęcia kręcono w Trieście, Terni i Narni.